# 镶边鸟蛤
镶边鸟蛤（学名：Vepricardium coronatum），是帘蛤目鸟尾蛤科棘刺鸟蛤属的一种。主要分布于中国大陆，常栖息在水深11－46米。